# Præsidentvalget i Frankrig 2022
Præsidentvalget i Frankrig 2022 blev afholdt med første runde den 10. april 2022 og med anden runde den 24. april 2022.
Ved første runde, hvor der var 12 kandidater, fik Emmanuel Macron fra partiet La République en marche ! (LREM) og Marine Le Pen fra partiet Rassemblement National flest stemmer, så de gik videre til den næste runde.
Ved anden runde fik Emmanuel Macron 18.768.639 stemmer (58,55 procent), mens Marine Le Pen fik 13.288.686 stemmer (41,45 procent). Dermed havde Emmanuel Macron for anden gang vundet et præsidentvalg.
Macrons anden periode som præsident startede om aftenen fredag den 13. maj 2022, men allerede lørdag den 7. maj aflagde han ed for de næste fem år.
Emmanuel Macron blev første gang indsat som præsident den 13. maj 2017, da han havde vundet valget i 2017.

## Kandidater til første valgrunde
For at kandidat kan stille op ved præsidentvalget, så skal han eller hun i forvejen få mindst 500 folkevalgte til at skrive under som stillere. Blandt stillerne skal der bl.a. være borgmestre, og stillerne skal være fordelt over store dele af Den franske republik.
Forfatningsrådet offentliggjorde den 7. marts 2022 en liste med 12 kandidater med 500 gyldige stillere til første valgrunde. Rækkefølgen af kandidaterne er afgjort ved lodtrækning.
De tolv kandidater er:
| Navn | Navn          | Navn                  | Parti                         | Tilhørsforhold           | Stemmer   | %       |
| ---- | ------------- | --------------------- | ----------------------------- | ------------------------ | --------- | ------- |
|      | Arthaud       | Nathalie Arthaud      | Lutte ouvrière                | venstrefløj              | 197.184   | 0,56 %  |
|      | Roussel       | Fabien Roussel        | Parti Communiste Français     | kommunistisk             | 802.615   | 2,28 %  |
|      | Macron        | Emmanuel Macron       | La République en marche !     | centrumliberalt          | 9.785.578 | 27,84 % |
|      | Lassalle      | Jean Lassalle         | Résistons                     | centrum                  | 1.101.690 | 3,13 %  |
|      | Le Pen        | Marine Le Pen         | Rassemblement National        | nationalistisk højrefløj | 8.136.369 | 23,15 % |
|      | Zemmour       | Éric Zemmour          | Reconquête                    | nationalistisk højrefløj | 2.485.935 | 7,07 %  |
|      | Melenchon     | Jean-Luc Mélenchon    | La France insoumise           | venstrefløj              | 7.714.949 | 21,95 % |
|      | Hidalgo       | Anne Hidalgo          | Parti Socialiste              | socialdemokratisk        | 616.651   | 1,75 %  |
|      | Jadot         | Yannick Jadot         | Europe Écologie Les Verts     | grønne                   | 1.628.337 | 4,63 %  |
|      | Pecresse      | Valérie Pécresse      | Les Républicains              | borgerligt               | 1.679.470 | 4,78 %  |
|      | Poutou        | Philippe Poutou       | Nouveau Parti anticapitaliste | venstrefløj              | 268.984   | 0,77 %  |
|      | Dupont-Aignan | Nicolas Dupont-Aignan | Debout la France              | højrefløj                | 725.356   | 2,06 %  |

### Kandidater, der har samlet 500 stillere
- Nathalie Arthaud, talsperson for Lutte ouvrière (Arbejdernes Kamp), var præsidentkandidat i 2012 og i 2017, opnåede 529 stillere den 16. februar 2022.
- Nicolas Dupont-Aignan, fra Debout la France, præsidentkandidat i 2012, opnåede tilstrækkeligt med stillere den 1. marts 2022.
- Anne Hidalgo, socialistisk borgmester i Paris, opnåede 1.973 stillere den 8. februar 2022.
- Marine Le Pen, fra Rassemblement National, opnåede tilstrækkeligt med stillere den 1. marts 2022.
- Jean Lassalle, medlem af Nationalforsamlingen, tidligere borgmester, opstillet for Résistons!, var præsidentkandidat i 2017, opnåede 503 stillere den 17. februar 2022.
- Emmanuel Macron, siddende præsident, valgt i 2017 for La République en marche !, opnåede 1.345 stillere den 18. februar 2022, men han ventede til 2. marts 2022, inden at han officielt erklærede sig som kandidat.
- Valérie Pécresse, formand for Soyons libres, formand for regionsrådet i Île-de-France, erklæret kandidat i juli 2021, opstillet som Republikanernes kandidat på deres kongres i december 2021, opnåede 1.945 stillere den 8. februar 2022.
- Fabien Roussel, kandidat for Kommunisterne, opnåede 529 stillere den 17. februar 2022.
- Éric Zemmour fra Reconquête.

### Kandidater, der er udgået, eller som har trukket sig
- Michel Barnier, EU's chefforhandler ved Brexit–forhandlingerne med Storbritannien, opnåede ikke opstilling på Republikanernes kongres.
- Christiane Taubira, trukket sig den 2. marts 2022.
- Antoine Waechter, trukket sig den 1. marts 2022.

## Primærvalg
Partierne spiller en vigtig rolle ved udvælgelsen af kandidater til præsidentvalget.
Dette kan ske ved, at et eller flere partier udskriver et primærvalg, ved afstemninger på partiernes kongresser eller på anden måde.

### Socialisternes primærvalg
- Opstillet: Anne Hidalgo, borgmester i Paris, fik 15.208 stemmer (72,60 %).
- Elimineret: Stéphane Le Foll, borgmester i Le Mans, tidligere landbrugsminister, fik 5.741 stemmer (27,40 %).

### Kommunisternes interne konsultation
- Opstillet: Fabien Roussel, national sekretær for PCF, fik 23.245 stemmer (82,32 %).
- Elimineret: Emmanuel Dang Tran, fik 514 stemmer (1,82 %)

### Det økologiske primærvalg
Her deltog partierne Europe Écologie Les Verts (EELV), Génération.s, Génération écologie (GÉ), Mouvement des progressistes (MdP), De Nye Demokrater (LND), Cap écologie (CÉ).
- Opstillet: Yannick Jadot (EELV).
- Eliminerede: Sandrine Rousseau (EELV), Delphine Batho (GÉ), Éric Piolle (EELV) og Jean-Marc Governatori (CÉ).

### Republikanernes kongres 2021
- Opstillet: Valérie Pécresse.
- Eliminerede: Éric Ciotti, Michel Barnier, Xavier Bertrand og Philippe Juvin.

### Folkets primærvalg
- Udmærket godt: Christiane Taubira fra uafhængige venstre, tidligere justitsminister, præsidentkandidat i 2002 for Det radikale Venstreparti, havde samlet 241 stillere, da hun trak sig som kandidat den 2. marts 2022.
- Meget godt: Yannick Jadot, valgt som kandidat ved det økologiske primærvalg.
- Meget godt: Jean-Luc Mélenchon, opstillet som kandidat La France insoumise.
- Passabel: Pierre Larrouturou, talsperson for Nouvelle Donne.
- Passabel: Anne Hidalgo, opstillet som kandidat på Socialisternes kongres.
- Passabel: Charlotte Marchandise fra uafhængige venstre.
- Utilstrækkeligt: Anna Agueb-Porterie fra uafhængige venstre.

### Emmanuel Macron's valgalliance
Den siddende præsident Emmanuel Macron ventede til sidste øjeblik med at erklære sig som officiel præsidentkandidat. Formelt erklærede Macron sig som præsidentkandidat den 2. marts 2022. I forvejen havde Macron's tilhængere samlet et stort antal stillere, så han kunne stille op.
De partier, der støtter Macron's genvalg, har ikke holdt primærvalg. I november–december 2021 dannede de valgalliancen Borgere Sammen, der ønsker Macron genvalgt.
Valgalliancen består af syv partier: La République en marche ! (LREM), Den demokratiske bevægelse (MoDem), Agir, Territorier i fremgang (TdP), Horizons, En Commun (EC) og Det radikale parti (RAD).